# Brian Elliott
Brian Palleshi Elliott (ur. 9 kwietnia 1985 w Newmarket, Ontario (Kanada) – kanadyjski hokeista, gracz ligi NHL.

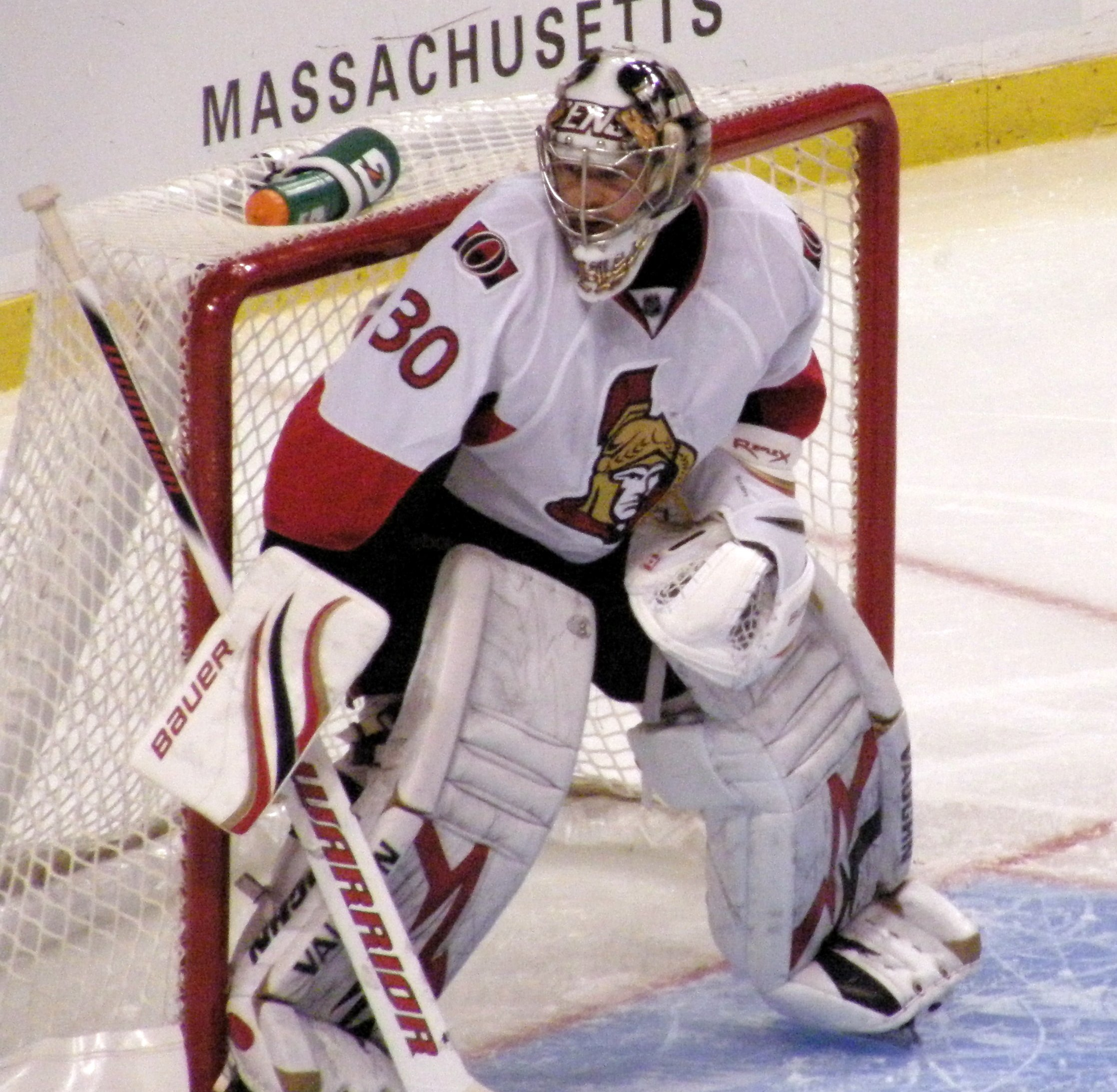
W barwach Ottawa Senators

## Kariera klubowa
- Ajax Axemen (2001-2003)
- Ottawa Senators (2003 - 18.02.2011)
  -  University of Wisconsin (2003-2007)
  -  Binghamton Senators (2007-2009)
- Colorado Avalanche (18.2.2011 - 2.07.2011)
- St. Louis Blues (2.07.2011 - 25.06.2016)
- Calgary Flames (25.06.2016 - 1.07.2017)
- Philadelphia Flyers (1.07.2017 - )
  -  Lehigh Valley Phantoms (2018 - 2019)

## Sukcesy
Indywidualne
- Sezon NHL 2011-2012
  - Uczestnik Meczu Gwiazd NHL
  - Najskuteczniejszy bramkarz (.940)
  - Zdobywca William M. Jennings Trophy
- Uczestnik Meczu Gwiazd NHL w sezonie 2014-2015
- Najskuteczniejszy bramkarz NHL (.930) w sezonie 2015-2016